# Герб Нижньогірського
Герб Нижньогірського затверджений 28 серпня 2007 року рішенням Нижньогірської селищної ради.

## Опис малого герба
У червоному полі срібна вузька понижена ламана у три злами балка. Поверх усього перекинуте синє вістря, облямоване золотом, на якому срібний садовий меч, поверх ратища якого дві схрещені квітучі гілки яблуні з золотими листками і срібними квітами.
Гілки яблуні і меч символізують знаменитий плодорозсадник, відомий не тільки в Криму, але і далеко за його межами. Вирощені тут саджанці множать славу кримських садівників, а разом з ними і славу жителів селища, працею яких слабкий беззахисний паросток стає деревом. Ламана балка у червоному полі нагадує про древню історію цієї землі, про скіфські кургани, а також вказує на назву селища.